# Trần Tự Cường
Trần Tự Cường (tiếng Trung: 陳自強, tiếng Anh: Willie Chan Chi-keung, 22 tháng 5, 1941 - 24 tháng 10, 2017) là một nam doanh nhân, nhà sản xuất điện ảnh kiêm nhà quản lý nghệ sĩ người Hồng Kông gốc Malaysia. Ông được mọi người biết đến là người đã nâng đỡ, đào tạo và phát triển cho nam diễn viên Thành Long để giúp cho ngôi sao người Hồng Kông trở nên nổi tiếng không chỉ ở Trung Quốc mà còn ở Hollywood.
Ngoài ra, ông cũng là một nhà quản lý nghệ sĩ tài năng khi ông đã tự thành lập công ty riêng và quản lý những diễn viên, ca sĩ nổi tiếng tại Hồng Kông, Trung Quốc, có thể kể đến như Lưu Gia Linh, Chung Sở Hồng, Trần Dịch Tấn, Ngô Ngạn Tổ, Trương Học Hữu, Trương Mạn Ngọc, Trương Chấn, Lý Liên Kiệt, Ngô Quân Như, Trương Ngải Gia, Lương Gia Huy, Lương Triều Vỹ, v.v.....